# Каспарс Даугавињш
Каспарс Даугавињш (лет. Kaspars Daugaviņš — Рига, 18. мај 1988) професионални је летонски хокејаш на леду који игра на позицијама левокрилног нападача. 
Један је од најбољих летонских хокејаша у историји, а током каријере играо је, између осталих, и за екипе Бостон бруинса и Отава сенаторса у НХЛ лиги, те за руске екипе Динамо Москва и Торпедо. У дресу швајцарске екипе Женева-Сервет освојио је титулу победника Шпенглеровог купа 2013, док је у сезони 2015/16. уврштен у ол-стар тим КХЛ лиге. 
Године 2006. учествовао је на улазном НХЛ драфту где га је у 3. рунди као 91. пика одабрала канадска екипа Отава сенаторса. 
Члан је сениорске репрезентације Летоније за коју је на међународној сцени дебитовао на светском првенству 2006. године. Био је члан олимпијске репрезентације Летоније на ЗОИ 2010. у Ванкуверу и ЗОИ 2014. у Сочију. 